# Hollow (песня Dons)
«Hollow» — песня латвийского певца и автора песен Донса (настоящее имя — Артур Шингирейс). Первоначально выпущено на латышском языке под названием «Lauzto šķēpu karaļvalsts» 11 сентября 2023 года, его английская версия была выпущена 2 января 2024 года компанией Universal. Песня была написана Донсом, Кейт Нортроп и Лиамом Геддес и представляла Латвию на конкурсе песни Евровидение 2024, где заняла 16-е место с 64 очками. При этом песня стала первой латвийской песней, вышедшей в финал конкурса с 2016 года.

## Предыстория и композиция
«Hollow» была написана Донсом, Кейт Нортроп и Лиамом Геддесом во время лагеря авторов песен в Испании. Впервые она был выпущена на латышском языке под названием «Lauzto šķēpu karaļvalsts» 11 сентября 2023 года. В интервью Уильяму Ли Адамсу из Wiwibloggs Донс говорит, что песня исследует, как «неуверенность в себе может держать нас в заложниках», в то время как другие пытаются диктовать, как человеку следует жить. Донс сравнивает кульминацию давления с «большой гирей» сверху, и единственная возможность избавиться от этого груза — это найти надежду. Позже он заявил, что без всякой надежды «мы обречены… Я не мог петь песню без надежды, потому что это было бы для меня слишком удручающе». Далее он сказал, что песня представляет его самого.
Песня была выпущена 2 января 2024 года, и предполагалось, что она будет участвовать в Supernova 2024, национальном финале конкурса песни Евровидение 2024 в Латвии. Песня была официально объявлена участником семь дней спустя.

## Музыкальное видео и продвижение
Одновременно с выпуском песни в тот же день был выпущен сопроводительный клип. Для дальнейшего продвижения песни Донс в марте 2024 года открыл продажи товаров с логотипом песни. Он также объявил о своём намерении участвовать в различных предпрослушиваниях Евровидения в течение марта и апреля 2024 года, включая Pre-Party ES 2024 30 марта, Барселонскую вечеринку Евровидения 2024 6 апреля, лондонское Евровидение. Party 2024 7 апреля, Концерт Евровидения 2024 13 апреля и Nordic Eurovision Party 2024 14 апреля.

## Критика
«Hollow» вызвал неоднозначную реакцию со стороны музыкальных критиков и репортеров. В обзоре Wiwibloggs, содержащем несколько рецензий нескольких критиков, песня получила оценку 5,77 из 10 баллов, заняв 28-е место из 37 песен, участвующих в конкурсе песни «Евровидение-2024» в ежегодном рейтинге сайта. Другой обзор, проведенный ESC Bubble и содержащий отзывы читателей и жюри, поставил песню на пятое место из 16 песен, с которыми «Hollow» соревновалась в полуфинале Евровидения. Дорон Лахав из ESC Beat поставил эту песню на пятое место из 37 песен, высоко оценив текст и послание песни. Напротив, Джон О’Брайен, автор Vulture, поставил эту песню последней из 37 песен, заявив, что в песне не хватает «чего-то хоть сколько-нибудь отличительного» и она предназначена «для тех, кто находит Imagine Dragons слишком резкими». Шотландская писательница Эрин Адам написала нейтральный обзор, оценив песню на шесть баллов из 10 и заявив, что это «неброская, но хорошая, честная поп-баллада».

## Евровидение

### Supernova 2024
Латвийская телекомпания Latvijas Televīzija (LTV) организовала конкурс Supernova 2024 из 15 песен, чтобы выбрать участника конкурса песни Евровидение 2024 . Конкурс стал девятым выпуском национального финала. Конкурс был разделен на два тура: все 15 песен соревновались в полуфинале, где 10 лучших песен вышли в гранд-финал. В финале победитель был выбран путем голосования жюри и телеголосования 50/50.
Песня была официально объявлена участником конкурса 9 января 2024 года. Ей удалось занять 11-е место в полуфинале 3 февраля, где она вышла в гранд-финал. В конце финала 10 февраля было объявлено, что песня выиграла как телеголосование, так и голосование жюри, выиграв конкурс. В результате победы в конкурсе песня получила право представлять Латвию на конкурсе песни «Евровидение-2024».

### На Евровидении
Конкурс песни Евровидение 2024 проходил на Malmö Arena в Мальмё, Швеция, и состоял из двух полуфиналов, состоявшихся 7 и 9 мая соответственно, и финала 11 мая 2024 года. Во время жеребьевки 30 января 2024 года Латвия была приглашена для участия во втором полуфинале, выступив во второй половине шоу. Позже Донсу пришлось выступать девятым в полуфинале, опередив Ладаниву из Армении и Мегару из Сан-Марино .

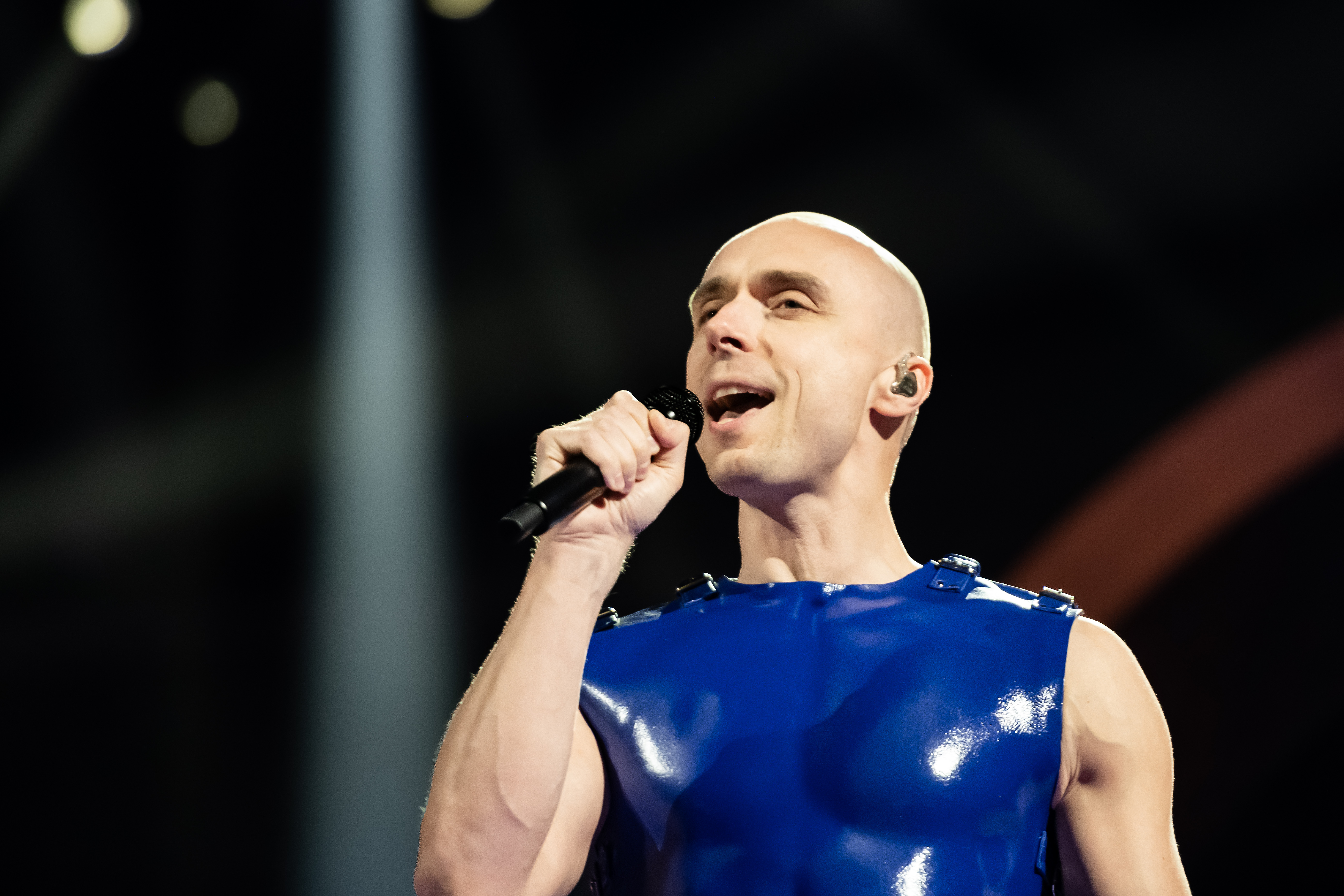
Донс исполняет «Hollow» на генеральной репетиции перед вторым полуфиналом конкурса песни «Евровидение-2024».

На своем выступлении на Евровидении Донс был одет в синий брючный костюм без рукавов, а сцену сопровождал большой круглый реквизит. На протяжении всего спектакля освещение меняет цвет; куплеты исполняются при синем освещении, припев — при белом, а в исполнении время от времени используется фиолетовое освещение. «Холлоу» финишировала седьмой, набрав 72 очка и обеспечив себе место в гранд-финале. Квалификация стала первой для Латвии с 2016 года.
Донс повторил своё выступление во время гранд-финала 11 мая. Песня была исполнена на 11-м месте, после Bambie Thug из Ирландии и Марины Сатти из Греции. После объявления результатов Донс финишировал 16-м, набрав в общей сложности 64 балла, результат составлен из 36 баллов от жюри и 28 баллов от публичного телеголосования. Ни одна страна не присвоила песне максимальный результат в 12 баллов ни в одной из категорий. Максимальный результат жюри 8 баллов был получен от Грузии и Люксембурга. Максимальный результат, полученный песней от телезрителей, составил 5 баллов, предоставленные Ирландией и Украиной.

## Списки треков
Исходная версия
1. «Lauzto šķēpu karaļvalsts» — 2:51

Английская версия
1. «Hollow» — 2:51

Ускоренный EP
1. «Hollow» (ускорено) — 2:02
2. «Hollow» — 2:51
3. «Hollow» (инструментал) — 2:51
4. « Lauzto šķēpu karaļvalsts» — 2:45

Акустическая версия
1. «Hollow» (акустика) (совместно с Mārcis Auziņš[латыш.]) — 2:51

## В чартах
| Чарт (2024 г.)                      | Лучшая позиция |
| ----------------------------------- | -------------- |
| Латвия (LAIPA)                      | 5              |
| Внутреннее вещание в Латвии (LAIPA) | 1              |
| Литва (АГАТА)                       | 48             |

## История релизов
| Страна    | Дата                | Формат(ы)            | Версия    | Этикетка            | Ref.   |
| --------- | ------------------- | -------------------- | --------- | ------------------- | ------ |
| Различной | 11 сентября 2023 г. |                      | Латышский | Юниверсал Мьюзик Ой | [ 39 ] |
| Различной | 2 января 2024 г.    | Английский           | [ 40 ]    | Юниверсал Мьюзик Ой |        |
| Различной | 28 марта 2024 г.    | Sped-up Инструментал | [ 41 ]    | Юниверсал Мьюзик Ой |        |
| Различной | 30 апреля 2024 г.   | Акустический         | [ 42 ]    | Юниверсал Мьюзик Ой |        |